# Six Flags Great America
Six Flags Great America is een pretpark gelegen in de Amerikaanse stad Gurnee (Illinois), binnen de metropool Chicago. Het opende op 29 mei 1976 als Marriott's Great America. Six Flags kocht het park in 1984 en daarmee werd Six Flags Great America het zevende Six Flags-park. Vandaag heeft het park 8 themagebieden, een 52.000 m² groot waterpark, 3 kinderzones en verschillende andere amusementsmogelijkheden.

## Geschiedenis
- 1974 - De bouw van het pretpark begint. De firma die hiervoor instaat is Marriott Corporation.
- 1976 - Marriott's Great America opent zijn deuren op 29 mei 1976. Van bij het begin is dit park een groot succes. Het park heeft 6 themazones: Carousel Plaza (eerste zone na de ingang), small-town-themed Hometown Square, The Great Midwest Livestock Exposition At County Fair, Yankee Harbor, Yukon Territory en het Franse gedeelte. Er werd al een 7de zone gepland, Southwest Territory, maar deze werd pas gebouwd in 1996. Elke zone heeft zijn eigen klederdracht voor het personeel en de gebouwen, winkels en restaurants werden ook hiernaar ingericht.
- 1977 - Er worden enkele nieuwe attracties gebouwd.
- 1978 - Tidal Wave maakt zijn intrede in het park. Het is de eerste nieuwe achtbaan die werd gebouwd na de opening.
- 1979 - Pictorium wordt geopend. Het is een IMAX-theater met het grootste scherm ter wereld (19.6 x 26.9 meter).
- 1980 - The Turn of the Century sluit en krijgt een nieuwe look. Er worden 2 nieuwe loopings toegevoegd, 3 tunnels en de attractie krijgt een nieuw thema en een nieuwe naam, "The Demon". Er wordt ook grond vrijgemaakt om de nieuwe houten achtbaan te bouwen.
- 1981 - The American Eagle, de houten achtbaan, gaat open. In dit jaar is deze attractie ook bekroond met de grootste en snelste houten race-achtbaan ter wereld.
- 1982 - Het park verwijdert enkele attracties.
- 1983 - Intamin AG heeft een nieuwe vrije val attractie gebouwd, The Edge.
- 1984 - The Edge wordt gesloten nadat er tieners moesten verzorgd worden door enkele fouten op de attractie. Het park besloot om er veiligheidsmechanismen op te installeren.
- 1985 - De gloednieuwe attractie Z Force maakt zijn opwachting. Deze coaster is van Intamin AG.
- 1986 - Na de ongevallen heeft The Edge niet aan populariteit gewonnen. Het park besloot om de attractie af te breken en naar Geauga Lake te sturen. Splash Water Falls wordt als nieuwe attractie in gebruik genomen.
- 1987 - Power Dive, een draaiend schip van Intamin AG, wordt geopend. Z force wordt verplaatst naar Six Flags Over Georgia in het kader van het achtbaanuitwisselingsprogramma. Het park wordt doorverkocht.
- 1988 - De Arrow Dynamics achtbaan "Shockwave" wordt op 3 juni geopend.
- 1989 - De Rolling Thunder, de bobslee achtbaan die uit SFGAd afkomstig was, wordt hier herbouwd. In 1995 maakt de attractie plaats voor een nieuwe zone. Ze wordt opgeslagen in een parkeergarage in het park.
- 1990 - Op 28 april opent Iron Wolf, de allereerste B&M-achtbaan. Deze vervangt Z Force die eerder verwijderd werd.
- 1991 - De Condor, een 3D cinema, wordt in gebruik genomen. Tidal Wave wordt verwijderd en verplaatst naar Six Flags Kentucky Kingdom.
- 1992 - In het eerste jaar onder Time Warner wordt al direct een achtbaan in gebruik genomen: Batman: The Ride. Deze achtbaan vervangt Tidal Wave.
- 1993 - De Batman Stunt Show wordt aan het publiek voorgesteld.
- 1994 - Er wordt een Spaceshuttle in het park gebouwd. Het wordt gebruikt als filmtheater. In totaal werden er al 4 films vertoond, 1 tijdens het Fright Fest en de andere 3 als afwisseling door de jaren heen. Nu wordt de originele film vertoond.
- 1995 - Viper maakt zijn opwachting. Deze houten achtbaan komt naast Rolling Thunder, die later dit jaar verwijderd wordt. Time Warner verkoopt zijn aandeel in Six flags.
- 1996 - De langverwachte Southwest Territory wordt geopend. Deze zone is de plaatsvervanger van de Rolling Thunder.
- 1997 - The Giant Drop, een Intamin valtoren, wordt ingehuldigd.
- 1998 - Premier Parks neemt het park over. Er wordt een nieuwe kinderzone in het park verwerkt.
- 1999 - Raging Bull is de nieuwe achtbaan van het park. Het is de hoogste achtbaan van het park en wordt direct ook de populairste.
- 2000 - Six Flags Great America is 25 jaar. Het reuzenrad "Sky Whirl" wordt verwijderd. Hierdoor is SF Great America een van de weinige parken in Amerika zonder reuzenrad.
- 2001 - Twee achtbanen worden geopend. Vertical Velocity en Deja Vu respectievelijk van Intamin AG en Vekoma.
- 2002 - Power Dive en Shockwave verdwijnen uit het park.
- 2003 - Superman: Ultimate Flight vervangt Shockwave. Ameri-Go-round wordt afgebroken aan het einde van dit seizoen.
- 2004 - Er wordt een Wild-mouse achtbaan gebouwd, Ragin' Cajun. Er worden ook nog enkele andere attractie geopend.
- 2005 - Six Flags Hurricane Harbor wordt ingehuldigd. Hiermee krijgt Six Flags Great America een eigen waterpark.
- 2006 - Het park viert het 30ste seizoen op 29 mei.
- 2007 - Er komt een nieuwe stunshow, Operation SpyGirl. Deja Vu sluit.
- 2008 - SpaceShuttle America en Splash Water Falls worden afgebroken. Dark knight werd geopend.
- 2010 - De houten achtbaan Little Dipper wordt van Kiddieland overgenomen.
- 2011 - Iron Wolf sluit om naar Six Flags America gestuurd te worden.
- 2012 - X-Flight opent als de tweede Wing Coaster in de Verenigde Staten.
- 2014 - Goliath opent als de hoogste, snelste en steilste houten achtbaan ter wereld.

## Attracties
Oorspronkelijk had het park 3 achtbanen: "Willard's Whizzer", "The Turn of the Century" (later Demon) en "Gulf Coaster". De Gulf Coaster heeft echter slechts één seizoen overleefd, mede door een kleine brand en de weinige populariteit.

### Achtbanen
| Naam                       | Openingsjaar             | Type                  | Bouwer                         |
| -------------------------- | ------------------------ | --------------------- | ------------------------------ |
| Whizzer                    | 1976                     | Stalen achtbaan       | Schwarzkopf                    |
| Demon                      | 1976 (renovatie in 1980) | Stalen achtbaan       | Arrow Dynamics                 |
| American Eagle             | 1981                     | Houten achtbaan       | Intamin AG                     |
| Batman: The Ride           | 1992                     | Omgekeerde achtbaan   | Bolliger & Mabillard           |
| Viper                      | 1995                     | Houten achtbaan       | Six Flags                      |
| Spacely's Sprocket Rockets | 1998                     | Stalen juniorachtbaan | Vekoma                         |
| Raging Bull                | 1999                     | Hypercoaster          | Bolliger & Mabillard           |
| Vertical Velocity          | 2001                     | Omgekeerde achtbaan   | Intamin AG                     |
| Superman: Ultimate Flight  | 2003                     | Vliegende achtbaan    | Bolliger & Mabillard           |
| Ragin' Cajun               | 2004                     | Wildemuis-achtbaan    | Zamperla                       |
| The Dark Knight Coaster    | 2008                     | Overdekte achtbaan    | MACK Rides                     |
| Little Dipper              | 2010                     | Houten achtbaan       | Philadelphia Toboggan Coasters |
| X-Flight                   | 2012                     | Stalen achtbaan       | Bolliger & Mabillard           |
| Goliath                    | 2014                     | Hybride achtbaan      | Rocky Mountains Construction   |
| Maxx Force                 | 2019                     | Stalen achtbaan       | S&S Worldwide                  |

### Verdwenen achtbanen
| Naam            | Openingsjaar | Sluitingsjaar | Type                                                        | Bouwer               |
| --------------- | ------------ | ------------- | ----------------------------------------------------------- | -------------------- |
| Gulf Coaster    | 1976         | 1976          | Stalen achtbaan                                             | Bradley & Kaye       |
| Tidal Wave      | 1978         | 1991          | Stalen achtbaan met lanceerplatform                         | Schwarzkopf          |
| Z-Force         | 1985         | 1987          | Stalen achtbaan                                             | Intamin AG           |
| Shockwave       | 1988         | 2002          | Stalen achtbaan                                             | Arrow Dynamics       |
| Ragin ' Cajun   | 2004         | 2013          | Draaiende wildemuisachtbaan                                 | Zamperla             |
| Rolling Thunder | 1989         | 1996          | Bobslee achtbaan                                            | Intamin AG           |
| Iron Wolf       | 1990         | 2011          | Staande achtbaan                                            | Bolliger & Mabillard |
| Déjà Vu         | 2001         | 2007          | Omgekeerde shuttle-achtbaan Model: Giant Inverted Boomerang | Vekoma               |